# Malpighia mucronata
Malpighia mucronata är en tvåhjärtbladig växtart. Malpighia mucronata ingår i släktet Malpighia och familjen Malpighiaceae.

## Underarter
Arten delas in i följande underarter:
- M. m. insulae-pinorum
- M. m. intermedia
- M. m. mucronata